# 가도마촌 (이와테현)
가도마촌(門馬村)은 이와테현 시모헤이군에 설치되었던 촌이다. 현재의 미야코시에 해당한다.